# قرار مجلس الأمن التابع للأمم المتحدة رقم 594
قرار مجلس الأمن التابع للأمم المتحدة رقم 594، المتخذ بالإجماع في 15 كانون الثاني (يناير) 1987، بعد التذكير بالقرارات السابقة حول الموضوع، وكذلك دراسة تقرير الأمين العام عن قوة الأمم المتحدة المؤقتة في لبنان (اليونيفيل) المعتمدة في 426 (1978) قرر المجلس تمديد ولاية اليونيفيل لستة أشهر واثني عشر يوما أخرى حتى 31 يونيو 1987.
ثم أعاد المجلس التأكيد على ولاية القوة وطلب إلى الأمين العام تقديم تقرير عن التقدم المحرز فيما يتعلق بتنفيذ القرارين 425 (1978) و426 (1978).